# 金龙岛
金龙岛是钓鱼岛及其附属岛屿中的一个小岛，位于南小岛东南侧，坐标为25°43.3′N 123°33.3′E。2012年3月3日，中华人民共和国国家海洋局、民政部公布其标准名称。
金龙岛是南小岛紧邻岛屿之一，在拇指峰脚下、南小岛主岛和长龙岛之间，是南小岛东侧各个小卫星岛屿中较大的一个。

## 外部連結
- 中華民國內政部釣魚臺列嶼簡介（繁體中文）
- ウオッちず 地図閲覧サービス（試験公開） （页面存档备份，存于）（日本国土地理院の地形図）（日語）